# Jessica Coch
Jessica Alejandra Coch Montes de Oca (Puebla, 4 de novembro de 1979) é uma atriz mexicana.

## Biografia
Seu pai é argentino e sua mãe mexicana. Sempre gostou de atuar, por isso começou cursos de atuação quando tinha 16 anos.
Jessica entrou no (CEA), Centro de Educação Artística da Televisa, e a partir daí trabalhou em varias telenovelas, como Alborada e Rebelde, estas foram as primeiras oportunidades que teve em 2006.
Em 2006, recebeu sua primeira grande oportunidade ao obter o papel de vilã na novela juvenil Código postal.
Em 2007, também participou em papéis especiais em Palabra de mujer e na série S.O.S.: Sexo y otros Secretos. Em 2008, se integrou ao elenco de Juro que te amo.
Em 2009 se integra ao elenco de Mi pecado, do produção de Juan Osorio em que dará a vida a 'Renata', uma das vilãs da história protagonizada por Maite Perroni e Eugenio Siller.
Com o sucesso que ela obtém em seus papéis de vilãs, Jessica volta a atuar com uma personagem do gênero em 2010 na telenovela Cuando me Enamoro, nesta produção ela divide atenções na trama com Silvia Navarro atriz com quem já atuou no teatro na peça "Chicas Catolicas", e o ator Juan Soler.
Em 2012 interpretpu a antagonista principal da telenovela Un refugio para el amor, produção de Ignacio Sada Madero e atuou junto a Zuria Vega e Gabriel Soto. 

## Vida Pessoal
Em 2007 iniciou uma relação com o produtor e diretor Roberto Gómez Fernández, filho de Chespirito, com quem se casou em 8 de maio de 2010. O casal ficou junto até 2011. 

## Trajetória

### Telenovelas
- El Conde: Amor y honor (2024) - Leticia Gallardo
- El maleficio (2023-2024) - Diana Ojeda
- Mi marido tiene familia (2017) - Marisol Córcega Gómez
- Amor de barrio (2015) - Tamara Altamirano de Lopezreina / Monalisa
- Muchacha italiana viene a casarse (2014-2015) - Tania Casanova[7]
- Un refugio para el amor (2012) - Clara Villavicencio Wiliams
- Cuando me enamoro (2010) - Roberta Monterrubio Álvares / Roberta Monterrubio Álvares de Monterrubio
- Mi pecado (2009) - Renata Valencia
- Juro que te amo (2008) - Cristina de Urbina
- Palabra de mujer (2007) - María Inés Castrejón
- Código postal (2006) - Johana Villarreal
- Alborada (2005-2006) - María Patiño
- Rebelde (2004) - María Salgado

### Teatro
- Divinas MX
- Chicas Catolicas - Wanda
- Tu Tampoco Eres Normal - Julia

### Séries de Televisão
- S.O.S.: Sexo y otros Secretos (2007) - Bárbara
- Dia Negro - María Castrejón
- Recuerdos y Secretos - Berenice Mijares
- Extrañas decisiones - Genésis